# None Shall Escape
None Shall Escape (auf Deutsch etwa Niemand soll entkommen) ist ein US-amerikanisches Kriegsfilmdrama von André De Toth aus dem Jahr 1944. Die Hauptrollen sind mit Marsha Hunt, Alexander Knox und Henry Travers besetzt.
Die Originalgeschichte geht auf Alfred Neumann und Joseph Than zurück, die in der Kategorie „Beste Originalgeschichte“ für einen Oscar nominiert waren.

## Handlung
Wilhelm Grimm, ein hochrangiges Mitglied der NSDAP, wird vor dem Internationalen Kriegsgerichtshof angeklagt, Verbrechen gegen die Menschlichkeit begangen zu haben. Nachdem Grimm weder das Gericht anerkennt noch sich selbst für schuldig hält, wird der erste Zeuge, Pater Warecki, in den Zeugenstand gerufen.
Der Reverend erinnert sich zurück an das Frühjahr 1919 kurz nach dem Ende des Ersten Weltkriegs. In seinem kleinen polnischen Dorf wird die Nachricht, dass Polen eine Republik werden soll, von den Bewohnern des Dorfes freudig aufgenommen. Als Grimm, der auf deutscher Seite gekämpft hat, aus dem Krieg zurückkehrt, heißt man ihn gnädig willkommen und bietet ihm seinen früheren Job als Lehrer wieder an. Seine Erlebnisse im Krieg, der ihn zudem ein Bein gekostet hat, haben Grimm bitter und zynisch werden lassen. Die deutsche Niederlage sieht er als Schmach an, die er nicht akzeptieren will. Marja Paeierkowski, Grimms Verlobte und Lehrerkollegin, versucht ihn zu trösten, bekommt jedoch seine Verbitterung darüber zu spüren, dass man ihn in ein, wie er es ausdrückt, kleines Hinterwäldlerdorf geschickt habe, dessen Einwohner er als Idioten vom Dorf verspottet. Seine Gehässigkeiten erschrecken Marja und bringen sie dazu, die geplante Hochzeit kurzfristig abzusagen und nach Warschau zu gehen. Grimm redet sich ein, dass Marja ihn nur wegen seines fehlenden Beines verlassen habe und verändert sich noch mehr zum Nachteil, zumal er dann auch noch von Jan Stys, einem Studenten, verspottet wird, nicht für eine polnische Frau geeignet zu sein.
Drei Monate sind vergangen, als Marja zurückkehrt, da sie beschlossen hat, Grimm nun doch zu heiraten in dem Glauben, dass er dadurch wieder zu dem werde, in den sie sich einst verliebt hatte. Sie kommt gerade zu dem Zeitpunkt zurück, da man Jan Stys beschuldigt, seiner Freundin Anna Oremski Gewalt angetan zu haben. Marja sucht ein Gespräch mit der traumatisierten Frau, die ihr anvertraut, dass sie von Grimm vergewaltigt worden sei. Noch in derselben Nacht sucht Anna den Freitod im Wasser. Eine wütende Menschenmenge begibt sich daraufhin zu Grimms Haus unter ihnen auch Jan, der Grimm mit einem Stein so schwer am Auge verletzt, dass er es verliert. Während Marja in Warschau ein neues Leben beginnen will, wird Grimm aus Mangel an Beweisen aus der Haft entlassen und bittet Pater Warecki um einen Kredit, um nach Deutschland zurückkehren zu können. Eindrücklich rät der Pater ihm, seinen Hass aufzugeben.
Wieder zurück im Gerichtssaal wird der nächste Zeuge aufgerufen, Grimms Bruder Karl. Dieser erinnert sich an das Jahr 1923, in dem sich Deutschland im Umbruch befand. Er selbst lebte seinerzeit mit seiner Familie in München, als sein Bruder, den er seit fünf Jahren nicht mehr gesehen hatte, an seine Tür klopfte. Karl gewährt Wilhelm Unterschlupf in seinem Haus. Als dieser sich jedoch begeistert von Adolf Hitler und seinen Reden zeigt, löst das bei Karl Grimm, einem Journalisten, Unverständnis aus. Nachdem die NSDAP zunehmend an Boden gewinnt, steigt auch Wilhelm Grimm in ihren Reihen immer höher, wobei ihm ein künstliches Bein und ein Glasauge helfen. Nachdem die Nazis in Deutschland für Misstrauen und Unruhen gesorgt haben, verhaftet man ihren Führer. Als die Polizei auch nach Wilhelm Grimm sucht, gibt dieser seinem Neffen Willie sein Naziabzeichen und verschwindet.
Zehn Jahre später haben die Nazis Oberwasser. Um der Unterdrückung durch sie zu entgehen, beschließt Karl, seinen und den Wohnsitz seiner Familie nach Wien zu verlegen. Am Abend vor ihrer Abreise erfährt er, dass sein Bruder Wilhelm während eines Ehrenbanketts der Nazis zum stellvertretenden Bildungsminister ernannt werden soll. Karl begibt sich dorthin, um seinen Bruder über seine Pläne zu informieren und ihn zu ermahnen, sich ihnen anzuschließen. Er gibt auch seinen Plan preis, einen Artikel zu veröffentlichen, der die Wahrheit über das Feuer im Reichstag enthüllt, sobald er in Wien angekommen sei. Noch am selben Abend verhaftet Grimm, der die Spitze einer Kolonne von Soldaten anführt, seinen Bruder, der daraufhin in ein Konzentrationslager geschickt wird. Seinen Neffen Willie führt er der Hitlerjugend zu.
Wieder zurück in der Verhandlung ist nun Marja an der Reihe mit ihrer Aussage. Sie erinnert sich an den Monat September 1939, kurz nach der Niederlage Polens gegen die Nazis. Nachdem sie ihren Mann im Krieg verloren hat, ist sie mit ihrer Tochter Janina in ihre Heimatstadt zurückgekehrt. Alsbald zieht jedoch der neue Nazi-Kommandeur mit seinen Männern in die Stadt ein. Bei ihm handelt es sich ausgerechnet um Wilhelm Grimm. In seiner Begleitung befindet sich Willie, der inzwischen Leutnant ist. Grimm ist wild entschlossen, das gesamte Dorf zu bestrafen. Zuerst müssen die Bürger, die selbst unter Hunger leiden, ihre kläglichen Lebensmittel der deutschen Armee aushändigen. Als Nächstes besucht Grimm Marjas Schulklasse und befiehlt den Kindern, ihre polnischen Bücher zu verbrennen. Dann erfährt Marja, dass Grimm plant, Jan verhaften zu lassen und warnt ihn. In dieser Nacht hält Jan, der bei der Verteidigung seines Landes schwer verletzt worden ist, ein leidenschaftliches Plädoyer für den polnischen Widerstand und bricht dann zusammen. Marja und ihre Tochter verstecken ihn im Keller und pflegen ihn.
Die Grausamkeiten der Nazis nehmen immer mehr zu, so werden die Jungen des Dorfes in ein Arbeitslager geschickt und die Mädchen in Bordellen zum Vergnügen der Offiziere eingesperrt. Als Grimm dann befiehlt, Pferde in der jüdischen Synagoge unterzubringen, appelliert Marja vergeblich an seine Menschlichkeit. Als Marja bemerkt, dass Willie ein besonderes Interesse an ihrer Tochter zeigt, verbietet sie ihm den Umgang. Grimm hat inzwischen befohlen, dass die Juden in Viehwagen zur Deportation in die Lager getrieben werden sollen. Der Rabbiner David Levin wendet sich an den Reverend und bittet um Hilfe. Als die verängstigten Opfer zusammengetrieben werden, fordert der Rabbi sie auf, Widerstand zu leisten. Sie werden daraufhin rücksichtslos von den Nazis niedergeschossen, ebenso wie David Levin.
Als Willie sich später in die Pfarrkirche schleicht, findet er Marja und Janina sowie Jan im Kellergewölbe. Ohne Angst tritt Marja ihm entgegen, doch er wendet sich ab und geht. Zunehmend beginnt der junge Mann mit den Dorfbewohnern zu fühlen, was Grimm gemeldet wird. Seine Bestrafung gipfelt darin, dass er Janina ins Bordell zwingt. Vergeblich bittet Willie seinen Onkel, die junge Frau zu verschonen. Selbst den Gottesdienst, der für Janina abgehalten wird, die sich lieber getötet hat, als den Offizieren zu Willen zu sein, versucht Grimm zu unterbinden. Als auch Willie in die Kirche gehen will, wird er von seinem Onkel daran gehindert. Willie schleudert Grimm seine Verachtung entgegen, auch weil er seinen Vater und seine Mutter verraten hat, und schmeißt das Nazikreuz weg, um dann die Kirche zu betreten. Als er zum Gebet niederkniet, wird er von seinem Onkel hinterrücks niedergestreckt.
Wieder in der Gegenwart, weigert sich Grimm weiterhin, die Autorität des Gerichts anzuerkennen und versteift sich darauf, dass Deutschland wieder auferstehen werde. Der Richter appelliert daraufhin an die Männer und Frauen der Vereinten Nationen das endgültige Urteil über Grimms Schuld zu fällen.

## Produktion

### Produktionsnotizen, Besetzung
Laut einer Nachricht in der New York Herald Tribune kam Produzent Sam Bischoff die Idee, einen Film über Kriegsverbrechen zu drehen, nachdem er vernommen hatte, dass Präsident Franklin D. Roosevelt erklärt hatte, dass die Vereinten Nationen die für die Kriegsgräuel verantwortlichen Nazi-Führer zur Verantwortung ziehen wolle. Das Drehbuch wurde sodann dem US-Außenministerium vorgelegt, um abzuklären, dass die im Film dargestellten Grausamkeiten denen der Nazis entsprachen. Laut einer weiteren Nachricht in der vorgenannten Zeitung filmte Regisseur André De Toth gerade in Ungarn, als die Nazis in Polen einmarschierten.
Die Dreharbeiten dauerten vom 31. August bis zum 26. Oktober 1943. None Shall Escape war De Toths zweiter Film für Columbia Pictures. Er glaubte an das Projekt, hatte jedoch, obwohl er die grundlegende Geschichte von Alfred Neumann und Joseph Than mochte, das Gefühl, dass das Drehbuch in der Charakterisierung schwach sei. Daraufhin wurde der erfahrene Drehbuchautor Lester Cole hinzugezogen.
De Toth stieß mehrfach mit Studioboss Harry Cohn aneinander. So machte er Cohn unter anderem wütend, als er sich weigerte, Paul Lukas in der Hauptrolle zu besetzen und stattdessen auf den weniger bekannten kanadischen Schauspieler Alexander Knox zu bestehen, der ihn in der Broadway-Produktion von Tschechows Drei Schwestern beeindruckt hatte. Paul Lukas hatte kurz zuvor in dem Filmdrama Watch on the Rhine, einem Film mit einer ähnlichen Thematik, einen großen Erfolg erzielt.
Marsha Hunt wurde für die Produktion von Metro-Goldwyn-Mayer ausgeliehen.

### Veröffentlichung
Der Film wird als das „prophetischste Bild unserer Zeit“ angekündigt, und so heißt es auch im Prolog zum Vorspann: „Die Zeit dieser Geschichte ist die Zukunft. Der Krieg ist vorbei. Wie versprochen, wurden die Verbrecher dieses Krieges an den Schauplätzen ihrer Verbrechen vor Gericht gestellt. Tatsächlich, so wurde es uns versprochen – Niemand soll entkommen.“
Der Film wurde am 3. Februar 1944 in den USA erstveröffentlicht, ebenso lief er 1944 im Vereinigten Königreich an. Am 11. November 1944 war er erstmals in Mexiko zu sehen und am 1. Dezember 1945 in Portugal. Im März 1946 wurde er in Schweden veröffentlicht und im Juni 1946 in Finnland. Veröffentlicht wurde er zudem in Griechenland und in Italien. Die amerikanischen Arbeitstitel lauteten: Lebensraum sowie The Day Will Come (Der Tag wird kommen) sowie After the Night (Nach der Nacht).
In den USA wurde der Film im Rahmen des „7th Annual New York Jewish Film-Festivals“ vom 10. bis zum 22. Januar 1998 erneut gezeigt.

## Rezeption

### Kritik
Die Kritiken beim Erscheinen des Films waren gemischt. So beklagte sich Bosley Crowther von der New York Times darüber, dass der Film nichts über die Nazis aussage, was nicht schon gesagt worden sei, dafür aber bombastisch daherkomme. Alexander Knox spiele diesen satanischen Nazi in einem nervösen, aufdringlichen Stil, der eine besondere Morbidität ausstrahle, und Marsha Hunt, Henry Travers und Frank Jacquet seien als polnische Dorfbewohner mittendrin.
Näher am Geschehen war die Fachzeitschrift der Filmindustrie The Hollywood Reporter, die befand, dass De Toths Behandlung des Themas, sein Umgang mit den Schauspielern und seine unglaubliche Fähigkeit, Abwandlungen von Routineszenen zu erstellen, Beweis für seine kunstvolle Regie und sein Talent als Regisseur seien. Seine Arbeit trage den frischen Hauch von ungezügeltem Wagemut in mancherlei Hinsicht in sich, zum anderen handle es sich aber auch um Techniken, die man schon lange kenne, die man aber oft vergesse anzuwenden.
Bei Cin Eater Devouring Classic Film war die Rede davon, dass Alexander Knox, ein großartiger Schauspieler, leider zu Unrecht in Vergessenheit geraten sei. Dass weder sein Film Wilson noch None Shall Escape weit verbreitet seien, sei eine Schande. None Shall Escape habe trotz seiner außergewöhnlichen Relevanz nie das Tageslicht erblickt, mit Ausnahme einer seltenen Ausstrahlung bei TCM. Zweifelsohne sei es ein schwieriger Film, über den es einfach zu viel zu sagen gebe.
Marco Antonio Núñez führte in seiner Abhandlung über André De Toth und zu dessen Film aus, dass er einen prophetischen Zug habe, da er die Notwendigkeit betone, die Verantwortlichen für das größte Gemetzel in der Geschichte der Menschheit am Ende des Konflikts zu richten. Immerhin sei der Film zu einer Zeit gedreht worden, zu dem das Ausmaß der Verbrechen noch gar nicht in vollem Umfang bekannt gewesen sei, sodass die Kühnheit des Ansatzes noch größer sei.
Auch Dennis Schwartz, Ozus World Movie Reviews, sprach von einem intelligenten, hart daherkommenden, prophetischen, psychologischen Kriegsdrama. Das düstere Melodram spiegele die ernste Situation zu der Zeit wider, was das straff realistische Drehbuch von Lester Cole (später auf der Liste des HUAC), Joseph Than und Alfred Neumann, deutlich mache, indem es symbolisch die Schuld der dämonisierten Nazis für alle Nazis übernehme. Der bestürzendste Moment im Film sei, wenn eine Gruppe von Juden von der Nazi-Gestapo getötet werde. Der enttäuschendste Moment die Predigt am Filmende, in der die Welt aufgefordert werde, die UN als Ort der Beendigung künftiger Kriege zu akzeptieren. Die Zeit habe erwiesen, wie das (nicht) funktioniere.
Derek Winnert schrieb, dies sei ein wichtiger und mutiger Film gewesen, der 1944 in Hollywood entstanden sei, nicht so brillant oder verheerend wie Roberto Rossellinis späterer Film Deutschland im Jahre Null von 1948, aber voll ehrlicher Abscheu und Verzweiflung über das Böse, das der Mensch seinen Mitmenschen antun könne. Die Originalgeschichte habe zu Recht eine Oscarnominierung erhalten. Die Schauspielerleistungen seien rundum hervorragend, vor allem die von Knox, ebenso die Schwarzweiß-Kamera von Lee Garmes.
Bei The MovieScene heißt es, dies sei einer dieser Filme, die außergewöhnlich gut gemacht, wunderbar geschrieben und brillant gespielt seien und viel besser als die meisten Propagandafilme, die während des Zweiten Weltkriegs gedreht worden seien. Allerdings sei es eine düstere Geschichte, die schwer zu verdauen und so hart sei, dass man sie wahrscheinlich nicht ein zweites Mal sehen wolle, obwohl der Film sehr gut sei.
Sylvie Pierre beurteilte den Film im Mai 2003 für Senses of Cinema und meinte, er stelle eine der Antworten auf ein Verbrechen dar, das das menschliche Vorstellungsvermögen übersteige. Der Film habe das Glück, auf ein Drehbuch von seltener Intelligenz zurückgreifen zu können. Es sage etwas darüber aus, dass der Mensch unter bestimmten historischen Bedingungen und mit einer entsprechend ausgestatteten Natur, individuell Verbrechen gegen die Menschlichkeit begehen und völlig unmenschlich sein könne. De Toths Nazi biete ein plausibles und schreckliches Beispiel für das menschliche Übel. Das Drehbuch sei auch originell und kühn, weil es im Jahr 1943 eine Institution namens „United Nations“ erfinde. Pierre spricht von einem bemerkenswerten Film, der, betrachte man ihn näher, vor allem intelligent sei und auch durch die starke dokumentarische Schärfe seiner historischen Wahrnehmung besteche.

### Auszeichnung
- Oscarverleihung 1945: Nominierung in der Kategorie „Beste Originalgeschichte“
  - Alfred Neumann, Joseph Than

### Nachwirkungen
Von Filmhistorikern wird dieser Film als erster dramatischer Film angesehen, der sich mit den Grausamkeiten der Nazis gegenüber den Juden befasste. Er wurde trotz der Vorbehalte von Harry Cohn, Studio-Boss von Columbia Pictures, veröffentlicht.
Der Film geriet im Laufe der Jahre in Vergessenheit und erhält erst Anfang der 2000er wieder die Aufmerksamkeit, die er verdient. In der dritten Ausgabe ihrer endgültigen Studie Indelible Shadows: Film and the Holocaust von 2003 lobt Annette Insdorf None Shall Escape wegen seiner visuellen Dynamik – unter anderem dank der Beiträge des verehrten Kameramanns Lee Garmes – und seinesgleichen in den europäischen Filmen der 1940er Jahre wegen ihres Mutes, Sand ins Getriebe der Herrschenden zu streuen.